# Eduard Friedrich Wiebe
Eduard Friedrich Salomon Wiebe (ur. 12 października 1804 w Stalewie koło Malborka, zm. 23 lutego 1892 w Berlinie) – architekt niemiecki, inżynier budowlany, specjalista od budowli kolejowych oraz systemów kanalizacyjnych.

## Życiorys

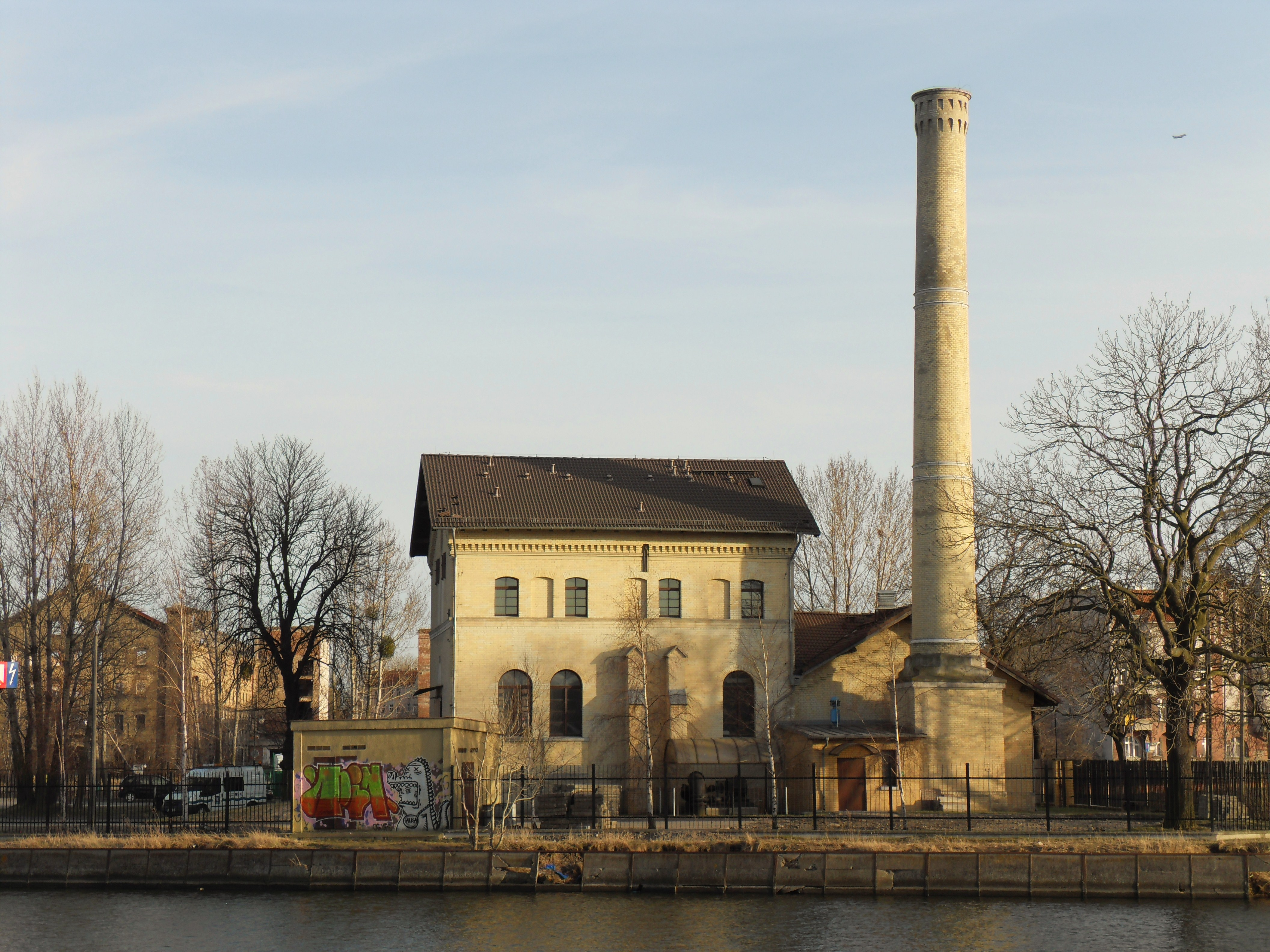
Przepompownia ścieków na Ołowiance

Urodził się na Żuławach w rodzinie menonickiej. W 1826 rozpoczął studia na Uniwersytecie Berlińskim, równocześnie kształcił się na tamtejszej Akademii Budowlanej. Po uzyskaniu w 1836 tytułu mistrza budowlanego, wyruszył w podróż po Belgii, Francji i Wielkiej Brytanii, zapoznając się z nowoczesnymi rozwiązaniami technicznymi w tych krajach. W tym czasie w rozwoju kolei przodowała Wielka Brytania, gdzie uruchamiano pierwsze na świecie regularne połączenia kolejowe. Po powrocie do Niemiec pracował przy projektowaniu jednej z pierwszych linii kolejowych w Niemczech na trasie Düsseldorf-Elberfeld, uruchomionej po kilku miesiącach budowy w 1838, gdzie z powodzeniem zmierzył się z nierozwiązanym dotąd zagadnieniem pokonania 3,3% pochyłości terenu. Następnie brał aktywny udział w budowie linii Kolonia-Minden i przebiegającej przez Tczew linii „wschodniej” (Ostbahn) – Berlin-Eitkuny (dzisiaj Czerniszewskoje na dawnej granicy Prus Wschodnich z Rosją). Był następnie członkiem zarządu i przewodniczącym Ostbahn w Bydgoszczy.
W późniejszym okresie zasłynął jako projektant nowoczesnych sieci kanalizacyjnych. Na początku drugiej połowy XIX w. zainteresował się nowym problemem – budową systemów kanalizacyjnych dla potrzeb wielkich miast. W 1860 ponownie udał się do Francji i Anglii, czego efektem była opublikowana rok później praca „O oczyszczaniu i odwadnianiu miasta Berlina”. Dzieło to stało się kamieniem milowym w niemieckiej inżynierii sanitarnej.
W tym okresie w gronie gdańskich włodarzy miasta narastała świadomość wpływu zdrowej wody i higienicznej kanalizacji na zdrowie mieszkańców miasta. Miejski radca budowlany Julius Albrecht Licht wystąpił z apelem, w którym wskazywał na konieczność zapewnienia szerokiego dostępu do dobrej wody do picia oraz rozwiązanie problemu odprowadzenia płynnych nieczystości. Decyzje zapadły po objęciu urzędu nadburmistrza Gdańska przez Leopolda von Wintera. Radny miasta, lekarz Albert Liévin (1810-1881) w dobrze udokumentowanej pracy wykazał, że epidemie regularnie wybuchają w tych rejonach miasta, w których bytuje w warunkach nieodpowiedniej higieny najuboższa ludność. Na zlecenie rady miasta Wiebe w 1865 zaprojektował i opublikował w pracy „Oczyszczanie i odwadnianie Miasta Gdańska” system kanalizacyjny dla Gdańska, obejmujący również pola irygacyjne na Stogach oraz osuszenie Dolnego Miasta. Projekt po licznych poprawkach zatwierdzono w 1869 i wykonano w latach 1869–1871.
Szczegółowe plany sieci ulicznej, w oparciu o generalną koncepcję inż. Wiebego, wykonywał angielski inżynier Baldwin Latham, budowę sieci przeprowadziło przedsiębiorstwo J. & A. Aird. Wodę pitną dla Gdańska doprowadzono z ujęcia w Pręgowie rurociągiem o długości ok. 20 km. Spadek terenu umożliwiał rezygnację z budowy wieży ciśnień, a jakość wody oceniano na tak dobrą, że nie trzeba było dodatkowych filtrów.
System odprowadzenia ścieków wymagał ułożenia 4193 m kanałów (z tego ok. 770 m w śródmieściu, ok. 1630 na Dolnym Mieście, a resztę na przedmieściach) oraz ułożenie ok. 30 km rur kanalizacyjnych i budowę przepompowni na motławskiej wysepce (obecnie połączonej z Ołowianką). Ścieki odpompowywane były na teren pomiędzy Wisłoujściem a Stogami na 400-hektarowe pola irygacyjne (Rieselfelder, inaczej Sączki), stanowiące rodzaj naturalnej oczyszczalni ścieków.
Zlikwidowano pamiętające czasy średniowiecza, biegnące środkiem ulic (np. Długich Ogrodów, czy Łąkowej) otwarte rynsztoki, które mimo prowizorycznych prób przykrycia deskami rozsiewały fetor i zarazki. Wkrótce uzyskano znaczącą poprawę zdrowotności gdańszczan: wskaźnik śmiertelności spadł o połowę, a liczba zgonów spowodowanych chorobami mającymi swoje źródła w brudzie, takimi jak tyfus spadł poniżej jednego przypadku na tysiąc w porównaniu do dwunastu zgonów na tysiąc sprzed modernizacji.
Sukces systemu gdańskiego spowodował, że Wiebe stał się znanym w skali Europy ekspertem w tej dziedzinie, a wiele miast zamówiło u architekta projekty sieci kanalizacyjnych wzorowanych na gdańskiej (m.in. Wrocław, Królewiec, Frankfurt nad Menem, Wiedeń, Bazylea oraz Triest).
Niektóre z urządzeń zaprojektowanych przez Wiebego dla Gdańska istnieją i działają do dziś, np. przepompownia ścieków na Ołowiance.
W 1875 przeszedł na emeryturę, spoczywa na Starym Cmentarzu Dwunastu Apostołów w przy Kolonnenstraße w berlińskiej dzielnicy Schöneberg.

## Upamiętnienie
- W 1875 Rada Miasta Gdańska przyznała mu tytuł Honorowego Obywatela Miasta
- Patron gdańskiego tramwaju Bombardier Flexity Classic nr 1007
- W Berlinie w dzielnicy Moabit znajduje się ulica Wiebestrasse